# El Tejar (Córdoba)
El Tejar es una pedanía del municipio de Benamejí, en la provincia de Córdoba, Andalucía, España. Está situada al sur de su término municipal al límite con la provincia de Málaga. Tiene una población aproximada de 170 habitantes.

## Historia
El tejar tiene una tradición alfarera de hace más de 2000 años, centrando su principal actividad en la producción de tejas, ladrillos y cántaros. El tejar contaba con varios hornos donde se fabricaban las distintas piezas. La actividad alfarera cesó sobre los años 80.

## Localización geográfica
Está situado en el sur de la provincia de Córdoba al límite con la provincia de Málaga. Se puede llegar a El Tejar a través de la carretera N-331 o a través de la autovía Córdoba-Málaga (A-45).
- Datos: Q5823478